# Distretto di Zoločiv (oblast' di Leopoli)
Il distretto di Zoločiv (in ucraino Золочівський район?, Zoločivs'kyj rajon) è un distretto nell'oblast' di Leopoli in Ucraina. Il suo centro amministrativo è la città di Zoločiv. Ha una popolazione di 158 943 abitanti.
Il 18 luglio 2020, come parte della riforma amministrativa dell'Ucraina, il numero di distretti dell'oblast' di Leopoli è stato ridotto a sette e l'area del distretto di Zoločiv è stata notevolmente ampliata.